# Equipo de producción

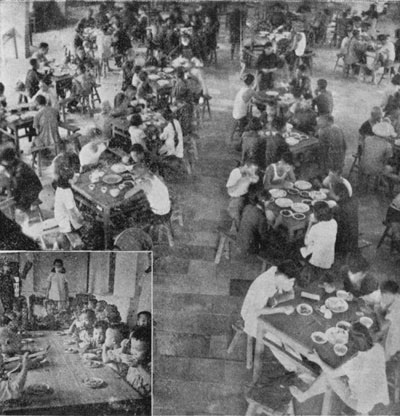
Cantina de una comuna popular

El equipo de producción era la unidad básica de contabilidad y producción agrícola en el sistema de comunas populares en la República Popular China de 1958 a 1984.
Los campesinos eran un “miembro de la comuna". El responsable del equipo de producción era un capitán con su capitán adjunto estando acompañado de contadores, cajeros y registradores. El cargo de capitán, y de su acompañante, se rotaban cada 1 o 2 años, y generalmente eran elegidos por los miembros. Los contadores, empleados y cajeros recibían asignaciones de vales de trabajo adecuadas cada año. Los miembros de la comuna eran enviados por el equipo de producción para participar en el trabajo de producción agrícola.